# Проєктування програмного забезпечення
Проєктування програмного забезпечення (англ. Software design) - це процес визначення архітектури, компонентів, інтерфейсів та інших атрибутів (структур даних, алгоритмів і т.д.) системи або компонента програмного забезпечення. Результатом цього процесу є проєкт програмного забезпечення (англ. Software design)
Проєктуванню зазвичай підлягають:
- Архітектура програмного забезпечення
- Компоненти ПЗ
- Користувацькі інтерфейси

В процесі проєктування ПЗ застосовують різні моделі — блок-схеми, ER-діаграми, DFD тощо.

## Дивись також
- Дизайн взаємодії
- Icon design
- Search-based software engineering
- Software Design Description (IEEE 1016)
- Досвід користування